# شهرسبز
شهرسبز (ومعناها المدينة الخضراء) وهي مدينة تقع في ولاية قشقداريا، جنوب أوزبكستان وتبعد 80 كلم تقريباً جنوبي مدينة سمرقند وبلغ عدد سكانها 53,000 نسمة عام 1991. وتقع المدينة على ارتفاع 622م عن مستوى سطح البحر. وكانت في الماضي المدينة الرئيسية في وسط آسيا وهي مشهورة اليوم باعتبارها محل ولادة تيمور لنك. تعتبر شهرسبز من المناطق الآثارية المهمة في وسط وشمال آسيا.

## التاريخ
مدينة شهرسبز من أقدم المدن في وسط آسيا حيث يعود تاريخها إلى 2500 سنة ماضية وكانت تعرف بالماضي باسم (كيش) ومعناها «محبوبة القلب».
كانت المدينة تحت حكم الأخمينيون من القرن السادس إلى القرن الرابع قبل الميلاد.
اجتاح الإسكندر المقدوني المدينة وأمضى فصل الشتاء فيها وقابل زوجته روكسانا هناك عام 328-327 قبل الميلاد.
وأصبحت المدينة جزئاً من الدولة سوقديانا بين القرنيين الرابع والثامن.
بين 567 م إلى 658 م كان حكّام المدينة يدفعون الجزية إلى حكام الترك في تركستان الغربية.
إجتاحتها الجيوش العربية خلال حكم الدولة الأموية عام 710م.
وفي المدينة ولد تيمور لنك يوم 9نيسان/أبريل 1336م الذي اتخذ من مدينة سمرقند عاصمة له وبالتالي خضعت المدينة لحكّام سمرقند.
ودخلت المدينة تحت حكم الروس عام 1870م.

## الآثار
هناك مجموعة من الآثار المهمة في مدينة شهرسبز أهل المدينة لتدرج على لائحة اليونسكو لائحة التراث العالمي.
- قصر آق سراي

وهو قصر تيمور الصيفي ويسمّى أيضاً بالقصر الأبيض، وخُطط له ليكون أكثر مباني تيمور لنك فخامة. وشُرع ببنائه عام 1380م على يد فنانين وحرفيين تم جلبهم بالقوة من خوارزم. وللأسف لم ينجو إلّا القليل من القصر ولم يبقى شاخصاً منه إلّا جزء من البوابة العملاقة التي يبلغ ارتفاعها 65م وهي مزيّنة بالفسيفساء الأبيض والأزرق والذهبي ويعلو البوابة كتابة بحروف كبيرة «إذا أنت تحديت قوتنا....أنظر إلى بنايتنا».
- مسجد كوك قوباز / دار تيلي فات

مسجد كوك قوباز معناها «القبة الزرقاء» وهو مسجد جامع بناه أولوغ بيك عام 1437م تكريماً لأبيه شاه رخ بن تيمورلنك، ويقع خلف المسجد مباشرة بناية (دار تيلي فات) ومعناها «دار الإصلاح» وهي مدرسة، إضافة إلى ضريح مفترض بناه أولوغ بيك عام 1438م لكن الضريح لم يدفن فيه أحد مطلقاً.
- مجمع حضرة إمام

إلى الشرق من كوك قوباز يقع مجمع يسمّى (دار سعودات) ويتضمّن المجمع ضريح (جيهان جير) وهو الابن البكر ل تيمور لنك وولده المفضّل.
- قبر تيمور

اكتشف علماء الآثار سرداب مغلق ب باب خلف ضريح حضرة إمام. يحتوي السرداب على تابوب حجري منقوش عليه كتابات تشير إلى إنه مُعَدّ لتيمور لنك. على أي حال فإن تيمور لنك قد دُفن في سمرقند، وليس في شهرساباز، وبدل من تيمورلنك توجد جثتان مجهولتان في التابوت الحجري.
كما تحوي المدينة حمامات تراثية وبازار من القرن الثامن عشر.

## معرض الصور

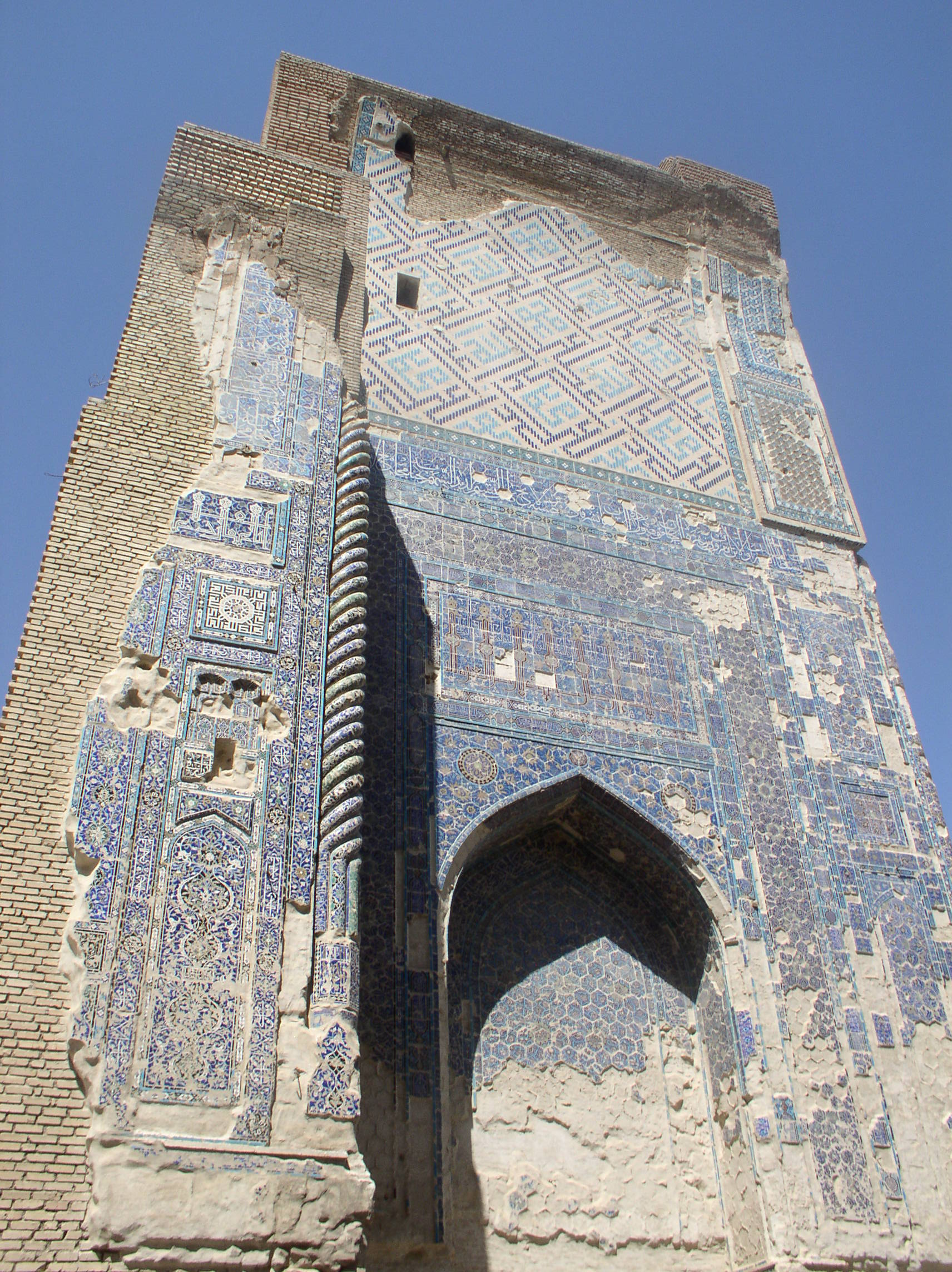
بوابة قصر آق سراي
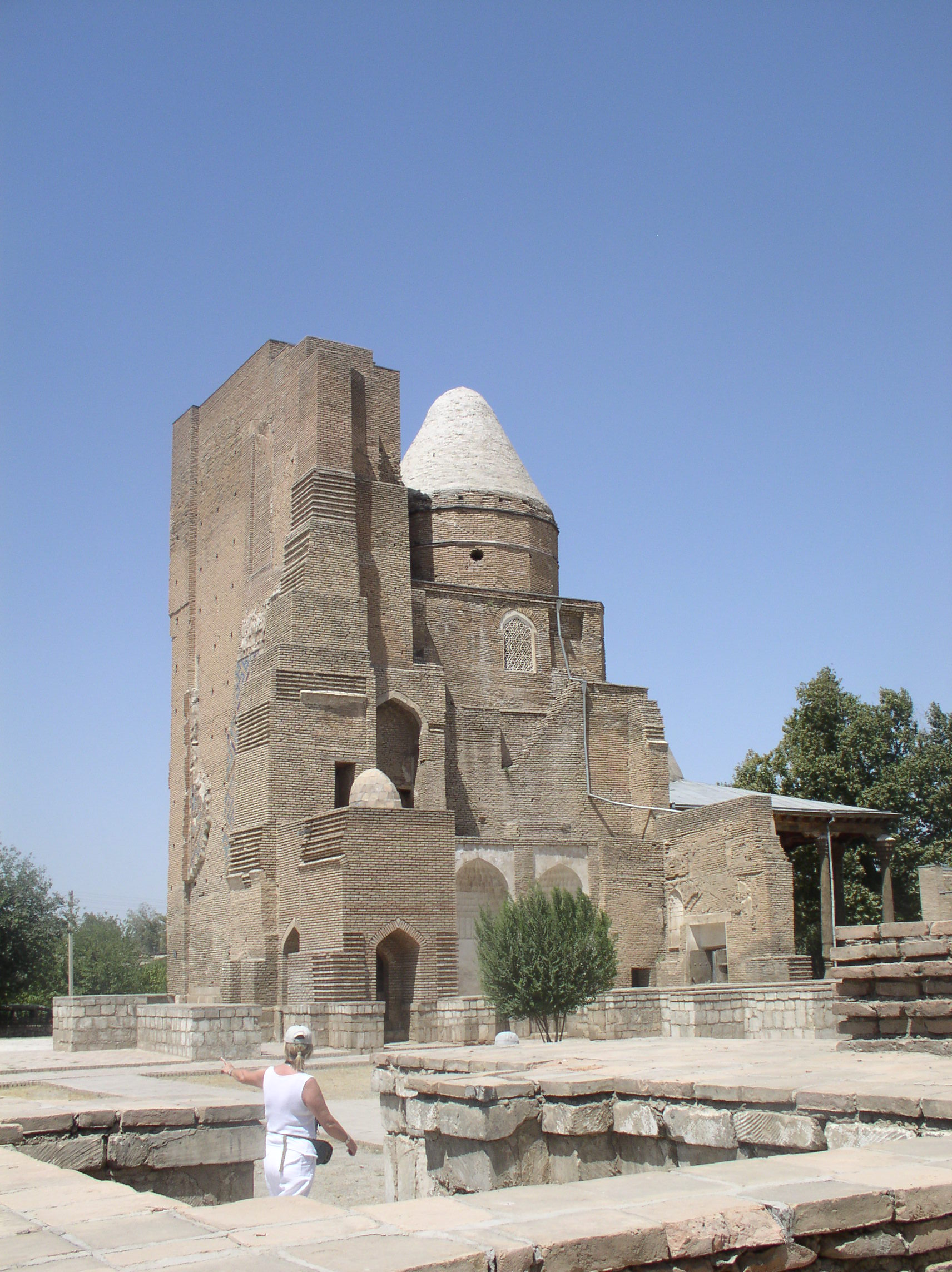
ضريح دار سعودات